# José Arturo Cepeda Escobedo
José Arturo Cepeda Escobedo (conocido comúnmente solo como Arturo Cepeda; San Luis Potosí, México, 15 de mayo de 1969) es un obispo católico que ostenta el cargo de obispo auxiliar en la Arquidiócesis de Detroit en Estados Unidos.

## Biografía
Arturo Cepeda estudió en la Pontificia Universidad de Santo Tomás de Aquino en Roma. Fue nombrado obispo titula de Tagase y auxiliar en la Arquidiócesis de Detroit el 18 de abril de 2011 por el papa Benedicto XVI. Fue consagrado en Detroit el 5 de mayo de 2011, convirtiéndose de esta forma en el obispo más joven de los Estados Unidos a la edad de 41 años.